# Sapere aude

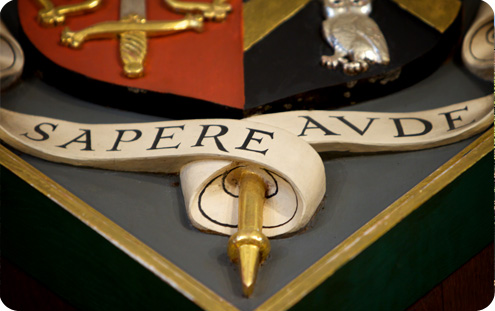
Sapere aude, 'atrévete a saber', el lema de The Manchester Grammar School, sobre su escudo.

Sapere aude es una locución latina que significa «atrévete a saber», aunque también suele interpretarse como «atrévete a pensar», «ten el valor de servirte de tu propia razón», «ten el valor de usar tu propia razón». Su divulgación se debe al filósofo Immanuel Kant en su ensayo Respuesta a la pregunta: ¿Qué es la Ilustración?, aunque su uso original se da en la Epístola II de Horacio del Epistularum liber primus: Dimidium facti, qui coepit, habet: sapere aude, / incipe ("Quien ha comenzado, ya ha hecho la mitad: atrévete a saber, empieza").La frase fue acuñada por Horacio en el siglo I a. C. y se encuentra en una epístola a su amigo Lolius. Tiene muchas traducciones, pero en el contexto de la carta (en la cual trata sobre los múltiples procedimientos que Ulises usó en su regreso de Troya para superar las pruebas a las que se enfrentó) se puede entender como «tener el valor de usar tu habilidad para pensar». Otros la traducen como «atreverse a pensar». Desde entonces se utiliza muy frecuentemente como tópico literario y también como lema de varias universidades.
La locución adquirió renovada popularidad a partir del siglo XVII, empleada como símbolo de la audacia intelectual de los pensadores y hombres de ciencia. Además de figurar en las portadas de diversas obras de la época, las palabras también fueron elegidas por el filósofo Pierre Gassendi como lema personal. A partir de su uso por Kant en el citado ensayo, la expresión se convirtió en la encarnación misma de los valores de la Ilustración.
Fragmento de Kant del conocido opúsculo “¿Qué es la Ilustración?” sobre “Sapere aude”:

La Ilustración es la liberación del ser humano de su culpable incapacidad. La incapacidad significa la imposibilidad de servirse de su inteligencia sin la guía de otro. Esta incapacidad es culpable porque su causa no reside en la falta de inteligencia sino de decisión y valor para servirse por sí mismo de ella sin la tutela de otro. ¡Sapere aude! ¡Ten el valor de servirte de tu propia razón! He aquí el lema de la Ilustración.

La pereza y la cobardía son causa de que una tan gran parte de los seres humanos continúe a gusto en su estado de pupilo, a pesar de que hace tiempo la Naturaleza los liberó de ajena tutela; también lo son que se haga tan fácil para otros erigirse en tutores. ¡Es tan cómodo no estar emancipado! […] no me hace falta pensar: ya habrá otros que tomen a su cargo, en mi nombre, tan fastidiosa tarea.
Es, pues, difícil para cada hombre en particular lograr salir de esa incapacidad, convertida casi en segunda naturaleza. Le ha cobrado afición y se siente realmente incapaz de servirse de su propia razón, porque nunca se le permitió intentar la aventura. Principios y fórmulas, instrumentos mecánicos de un uso o más bien abuso, racional de sus dotes naturales, hacen veces de ligaduras que le sujetan a ese estado. Quien se desprendiera de ellas apenas si se atrevería a dar un salto inseguro para salvar una pequeña zanja, pues no está acostumbrado a los movimientos desembarazados. Por esta razón, pocos son los que, con propio esfuerzo de su espíritu, han logrado superar esa incapacidad y proseguir, sin embargo, con paso firme. […]

Para esta ilustración no se requiere más que una cosa, libertad; y la más inocente entre todas las que llevan ese nombre, a saber: libertad de hacer uso público de su razón íntegramente.